# 1450 en santé et médecine
| Années de la santé et de la médecine : 1447 - 1448 - 1449 - 1450 - 1451 - 1452 - 1453    |
| Décennies de la santé et de la médecine : 1420 - 1430 - 1440 - 1450 - 1460 - 1470 - 1480 |

Cet article présente les faits marquants de l'année 1450 en santé et médecine.

## Événements
- Fondation par Alphonse V, roi d'Aragon, de l'université de Barcelone qui comprend dès l'origine une chaire de médecine[1].
- À l'ouverture du St. Salvator's College (en), fondation de la faculté de médecine de l'université de Saint Andrews en Écosse[2].
- Le Parlement anglais restreint la pratique des barbiers à la saignée, à l'arrachage des dents et aux soins des cheveux, et il leur interdit de traiter les malades en danger de mort[3].
- Agnès Sorel, favorite du roi Charles VII, atteinte d'ascaridiose, meurt d'un empoisonnement au mercure, soit par « erreur de dosage médicamenteux », soit, beaucoup plus vraisemblablement, par un acte volontaire, meurtre ou suicide[4].
- Mention de Magister Salvatus, apothicaire le plus anciennement connu à Malte[5].

## Naissances
- Jérôme Brunschwig (mort en 1512), apothicaire et chirurgien allemand, auteur d'un « Livre de chirurgie » (Das Buch der Cirurgia), imprimé à Strasbourg, chez Grüninger, en 1497[6].
- Andrea Alpago (mort vers 1521), médecin et arabisant italien[7].
- Girolamo Ramusio (mort vers 1486), humaniste et médecin italien[8].
- Vers 1450 : Francesco Caballus (mort en 1540), médecin italien, auteur d'un Libellus de animali pastillos theriacos et theriacam ingrediente, imprimé à Venise en 1497[9].

## Décès
- Vers 1450 : Thomas Morstede (né vers 1380), chirurgien au service d'Henri V, roi d'Angleterre[10].